# 宮口 (浜松市)
宮口（みやぐち）は静岡県浜松市浜名区の町名。住居表示未実施。

## 地理
浜名区の中部に位置し、北と西側を河岸段丘に囲まれた扇状地上にある。北部を四大地、南部を新原、東部を尾野、西部を都田町とそれぞれ接している。庚申寺の門前が中心地と言え、昔は庚申寺の門前町や秋葉街道の宿場町として栄え、庚申寺の門前は石畳となっており古くからの町屋が残っている。また庚申寺門前通りには地元の食材を使った和食が味わえる「会席碧」も隣接する。1月には庚申寺の初庚申、秋には花の舞酒造の蔵開きで賑わう。また当地域内には古くからの神社仏閣が多数存在し、寺院や古墳の遺構が残っている。今は田畑が多い農業地帯となっている。地域の中央を東西に国道362号と天竜浜名湖鉄道天竜浜名湖線、南北に静岡県道296号熊小松天竜川停車場線、宮口駅を起点に地内北部を静岡県道68号浜北三ケ日線が通っている。また、天竜浜名湖線の宮口駅が地域の東部に存在する。国道362号は当地域に狭隘区間が複数あり、尾野から麁玉中学校北側にかけてバイパスが建設されている。

## 歴史

### 沿革
- 前方後円墳の興覚寺後古墳や大屋敷地区から窯跡（大屋敷5号窯跡など）・円墳が発見されていることから、当地域が古くから存在していたと考えられる。
- 725年（神亀2年） - 観音山光明寺が創建される。
- 1390年（明徳元年） - 観音山光明寺が現在地に金剛山庚申寺として再興される。また、庚申寺は庚申信仰で栄え当地域も庚申寺の門前町として栄えた。
- 1889年（明治22年）10月1日 - 町村制施行、麁玉郡麁玉村の一部となる（宮口村、新原村、灰ノ木村、堀谷村、大平村を以て麁玉村となった）。村役場は当地域に設置。
- 1924年（大正13年）7月1日 - 遠州電気鉄道（現遠州鉄道）貴布祢駅（現浜北駅） - 宮口間に西遠軌道（後の西遠鉄道）が開通する。
- 1937年（昭和12年）10月6日 - 西遠鉄道廃止。
- 1940年（昭和15年）6月1日 - 国鉄二俣東線（後の二俣線）が延伸し遠江森駅 - 金指駅間開業と同時に宮口駅が設置される。

## 世帯数と人口
2018年（平成30年）12月1日現在の世帯数と人口は以下の通りである。
| 大字 | 世帯数    | 人口    |
| ---- | --------- | ------- |
| 宮口 | 1,671世帯 | 5,003人 |

## 小・中学校の学区
市立小・中学校に通う場合、学区は以下の通りとなる。
| 町内会       | 小学校             | 中学校                 |
| ------------ | ------------------ | ---------------------- |
| 尾野上町内会 | 浜松市立赤佐小学校 | 浜松市立浜北北部中学校 |
| その他       | 浜松市立麁玉小学校 | 浜松市立麁玉中学校     |

## 交通

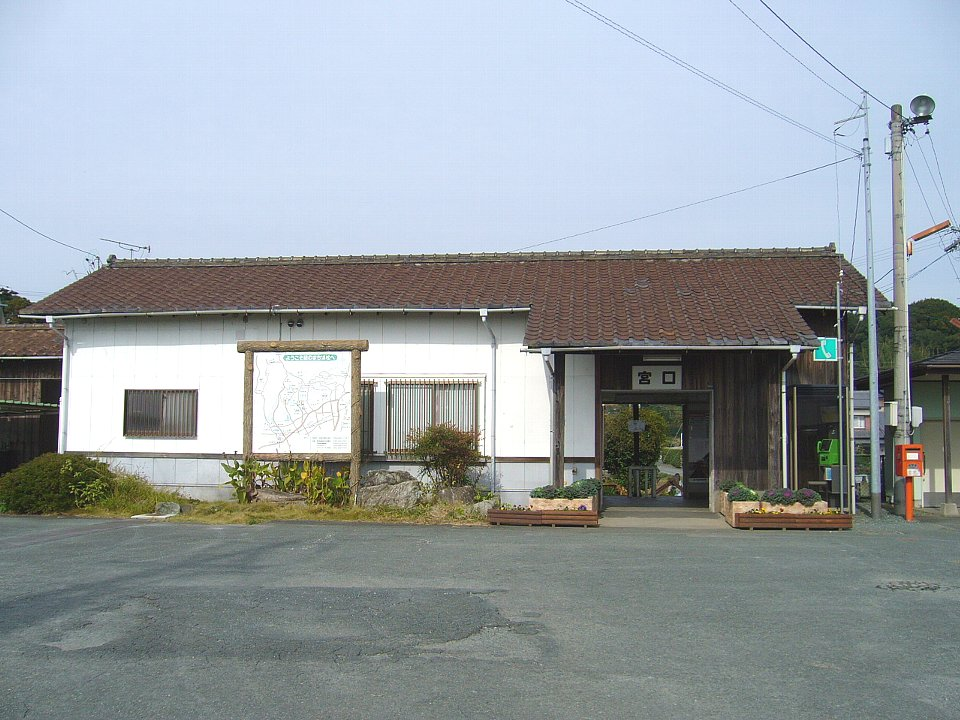
宮口駅

### 鉄道
- 天竜浜名湖鉄道天竜浜名湖線 - 宮口駅

### バス
- 浜松バス - あらたまの湯線
- 浜北コミュニティバス - 北浜麁玉線・大平堀谷線

### 道路
- 国道362号
- 静岡県道68号浜北三ケ日線
- 静岡県道296号熊小松天竜川停車場線

## 施設
- 浜松市立宮口幼稚園
- 浜松市立麁玉小学校
- 浜松市立麁玉中学校
- 浜松市麁玉協働センター
- 町区公民館
- 大屋敷公民館
- 有隣公民館
- 野口公民館
- 梔池公民館
- 譲栄公民館
- 明神池運動公園（浜北球場）
- 浜松市営浜北斎場
- 浜北警察署宮口駐在所
- 浜北宮口郵便局
- JAとぴあ浜松 麁玉支店
- 花の舞酒造本社工場
- 四大地会館
- 会席碧

## 史跡
神社
- 六所神社
- 阿曽宮神社
- 若倭神社
- 金刀比羅神社

寺院
下記8寺中7寺は臨済宗・曹洞宗の寺院であり、臨済宗の中でも方広寺派（4寺）が多い。方広寺派本山である方広寺が地理的に近いためと考えられる。
- 臨済宗庚申寺
- 臨済宗興覚寺
  - 興覚寺後古墳（市指定史跡）
- 曹洞宗保福寺
- 臨済宗常光院
- 臨済宗陽泰院
- 臨済宗大覚寺
- 臨済宗報恩寺
- 日蓮宗恩光寺

## その他

### 日本郵便
- 郵便番号 : 434-0004[2]（集配局：浜北郵便局[6]）。

### 警察
町内の警察の管轄区域は以下の通りである。
| 番・番地等 | 警察署     | 交番・駐在所 |
| ---------- | ---------- | ------------ |
| 全域       | 浜北警察署 | 宮口駐在所   |